# St Agatha’s Tower

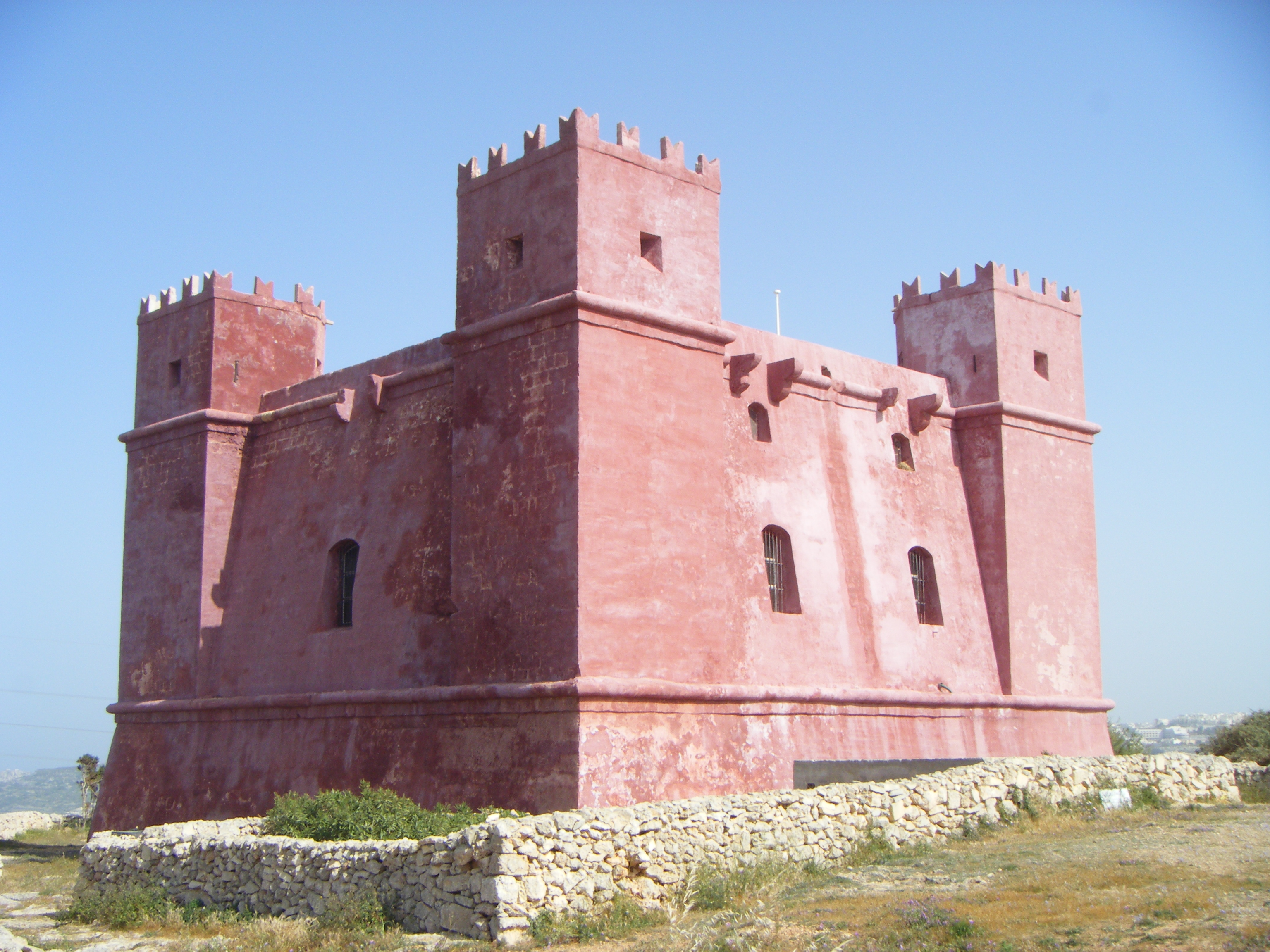
St Agatha’s Tower

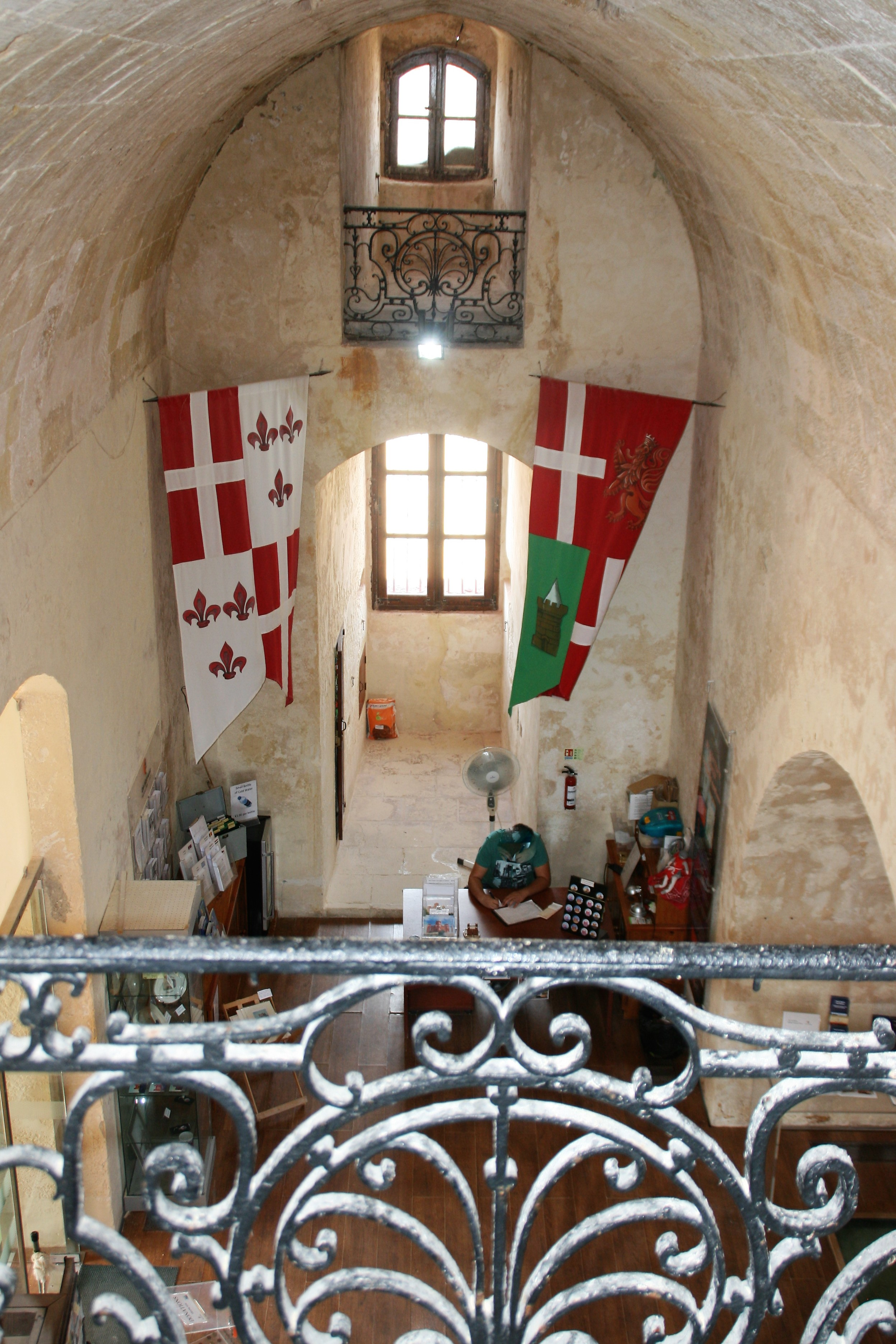
Innenansicht des Red Towers auf der Marfa-Halbinsel in Mellieha.

Der St Agatha’s Tower, aufgrund seiner Farbgebung auch Red Tower genannt, ist eine während der Zeit der Herrschaft des Johanniterordens von 1647 bis 1649 erbaute Festung in Malta. Der Turm steht auf der im Norden der Insel gelegenen Marfa Ridge in der Nähe von Mellieħa. Der Turm wurde zur Zeit der Herrschaft des Großmeisters Jean de Lascaris-Castellar erbaut und wird daher in der Literatur auch den Lascaris Towers zugerechnet. Konstruktiv entspricht er jedoch einer Reihe von sechs Befestigungsanlagen, die während der Herrschaft des Großmeisters Alof de Wignacourt von 1609 bis 1620 erbaut worden sind und als Wignacourt Towers bezeichnet werden. Er wurde in das Nationale Inventar der Kulturgüter der maltesischen Inseln aufgenommen.

## Vorgeschichte
Der auf einem Höhenrücken gelegene Turm überwacht die Mellieħa Bay. In den Buchten im Norden der Insel gingen hier immer wieder Korsaren an Land, die Dörfer auf der Insel überfielen und die Bevölkerung in die Sklaverei verschleppten. Obwohl diese Überfälle an sich nicht für die im Bereich des Grand Harbour liegenden Einrichtungen des Ordens bedrohlich waren, konnten diese doch beträchtliche Schäden anrichten und die Versorgung der Insel empfindlich stören. Die Verschleppung der indigenen Bevölkerung der Insel in die Sklaverei würde langfristig die Insel unbewohnbar machen und damit die Stellung der Johanniter insgesamt gefährden. Bereits ab 1609 war mit dem Bau von Türmen begonnen worden, die mögliche Landungsplätze sichern sollten. Unter Lascaris wurden zwischen 1637 und 1640 weitere Türme errichtet. Der St Agatha’s Tower schloss ab 1649 eine Lücke im Befestigungssystem der Insel.

## Namensherkunft
Der Name St Agatha’s Tower lässt sich auf eine kleine Kapelle und einen Altar zurückführen. Dieser befand sich in einer flachen Nische in der hinteren Wand eines gewölbte Raumes im ersten Stockwerk rechts des zentralen Fensters. Diese Kapelle war der Heiligen Agatha gewidmet.

## Bau und Konstruktion
Mit dem Bau wurde am 5. Dezember 1647 begonnen, seine Vollendung erfolgte am 20. November 1648. Im April 1649 wurde er zunächst mit vier Kanonen ausgestattet und stand somit zur Nutzung bereit. Letzteres Datum wird durch die Inschrift auf einer Plakette bezeugt. Dabei wird erneut Bezug auf die Heilige Agatha genommen.
Der Turm hat einen quadratischen Grundriss und besitzt ein Stockwerk. Der Turm hat vier Ecktürme, die das Hauptgebäude deutlich überragen. Durch Schießscharten in den Flanken der Ecktürme konnten die Kurtinen mit flankierendem Feuer bestrichen werden. Im ersten Stockwerk befinden sich zwei mit einem Tonnengewölbe überwölbte Räume. Die Mauern des Turms waren mehr als drei Meter stark. Im Sockelgeschoss wurde nur ein Lagerraum angelegt. Der Zugang erfolgte über eine steinerne Treppe und eine Zugbrücke in das erste Stockwerk. Sowohl der fensterlose Sockel als auch das flache Dach wurden über Treppen im Inneren des Turms erschlossen. Der Zugang zum Dach erfolgte über eine Wendeltreppe, der Zugang zum Lagerraum im Keller über eine Luke. Die Hauptbewaffnung war hinter der Brustwehr auf dem Dach aufgestellt.
Der Turm ist von einer strahlenförmigen, niedrigen Mauer umgeben. Obwohl diese Mauer im Grundriss dem einer Festung mit Bastionen gleicht, ist sie jedoch aufgrund ihrer Bauausführung eher als dekoratives Element zu betrachten. Diese Mauern wurden der Anlage während des 18. Jahrhunderts zugefügt. Ebenfalls dekorativen Charakter tragen die Zinnen der Ecktürme.
Für das Jahr 1722 wurde die Bewaffnung des Turmes mit insgesamt fünf Kanonen und eine Besatzung in Friedenszeiten von vier Soldaten angegeben. Im Ernstfall wurde die Besatzung auf dreißig Soldaten verstärkt. Der Turm sollte einer Belagerung von vierzig Tagen standhalten können.

## Britische Kolonialherrschaft
Zu Beginn der britischen Kolonialherrschaft wurde der Turm zunächst weiter genutzt. Pläne von 1813 zum Ausbau kamen nicht zur Ausführung. 1828 wurde der Abbruch aller von den Ordensrittern angelegten Türme, Redoubts und Batterien vorgeschlagen und 1832 auch verfügt, jedoch blieb der St Agatha’s Tower erhalten. Er wurde wie die anderen nicht mehr genutzten Türme an die lokalen Behörden übergeben. Während beider Weltkriege wurde der Turm jedoch wieder von britischen Truppen genutzt.

## Nutzung nach dem Zweiten Weltkrieg
Nach Abzug der britischen Truppen von den Inseln diente der Turm zunächst als Radarstation der Armed Forces of Malta.
Eine erste Restaurierung des Turmes fand zwischen 1999 und 2001 statt. Gegenwärtig gehört der Turm dem Dín l-Art Ħelwa und ist für die Öffentlichkeit zugänglich. Untergebracht ist ein kleines Museum, das einen reichhaltigen Fahnenschmuck beinhaltet.